# 北師美術館
北師美術館，為隸屬於國立臺北教育大學之美術館，在該校藝術與造形設計學系教授林曼麗推動下成立。該館於2011年成立，2012年落成營運。全館地下1層、地上3層，共計4層空間，除展示現代藝術與當代藝術之外，並典藏紐約大都會博物館贈予之文藝復興石膏模製品。

## 成立

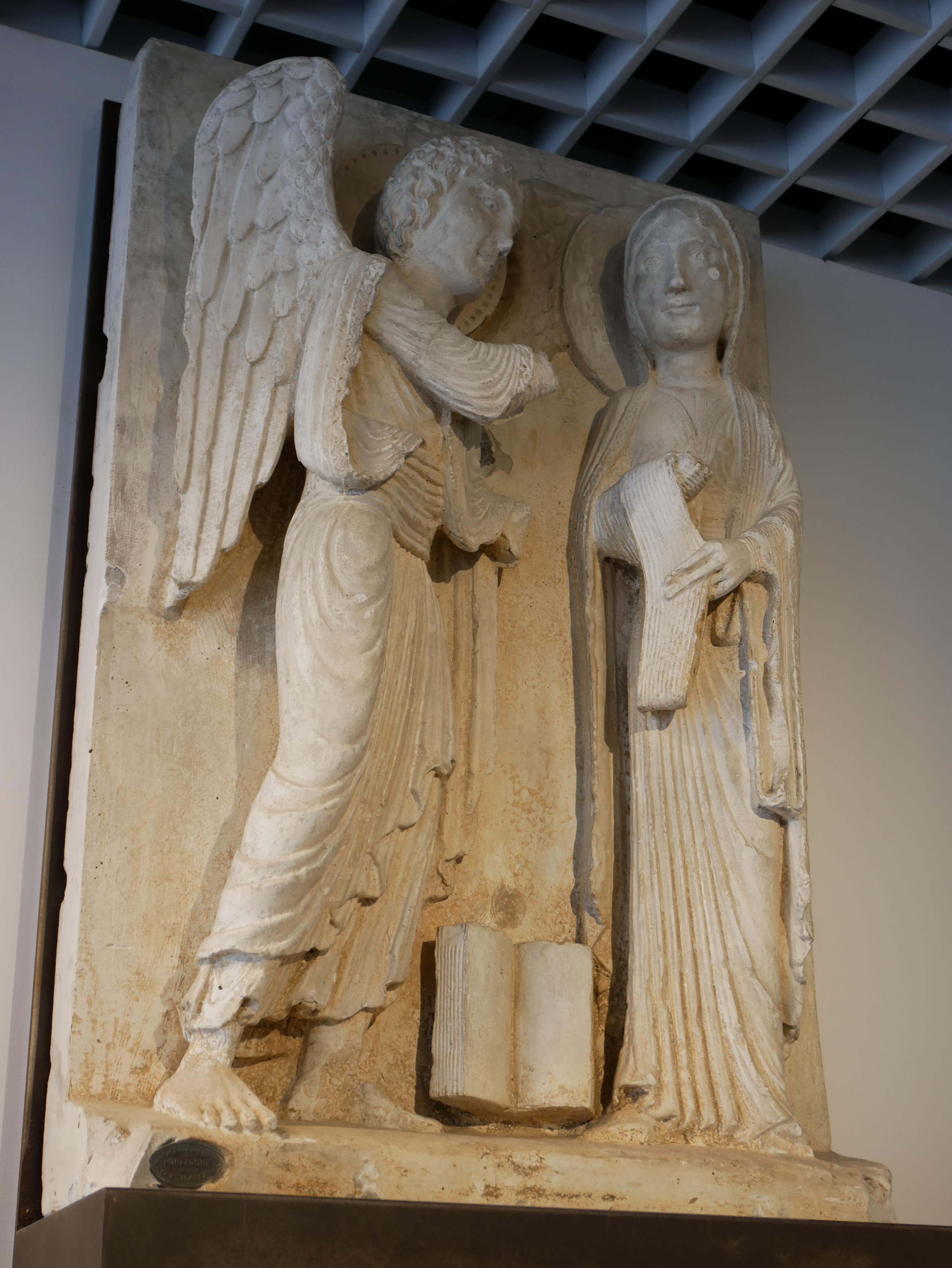
《天使報喜》為紐約大都會藝術博物館贈予北師美術館的石膏模複製品之一

國立台北教育大學教授林曼麗任職國立故宮博物院院長期間，李玉玲正在美國求學，並從大都會藝術博物館中世紀部門策展人Charles Little處得知該博物館將釋出一批1870年代翻製的石膏模製品轉送給各個研究典藏機構，於是立刻聯繫林曼麗。由於大都會藝術博物館堅持接受典藏之機構必須設有美術館，北教大校方開始籌措資金成立美術館。該批石膏翻製的中世紀文藝復興雕塑在2006年進駐，國立臺北教育大學為亞洲唯一獲贈該批藝術品的機構。北師美術館於2011年成立，2012年落成並對外開放營運。

## 建築特色

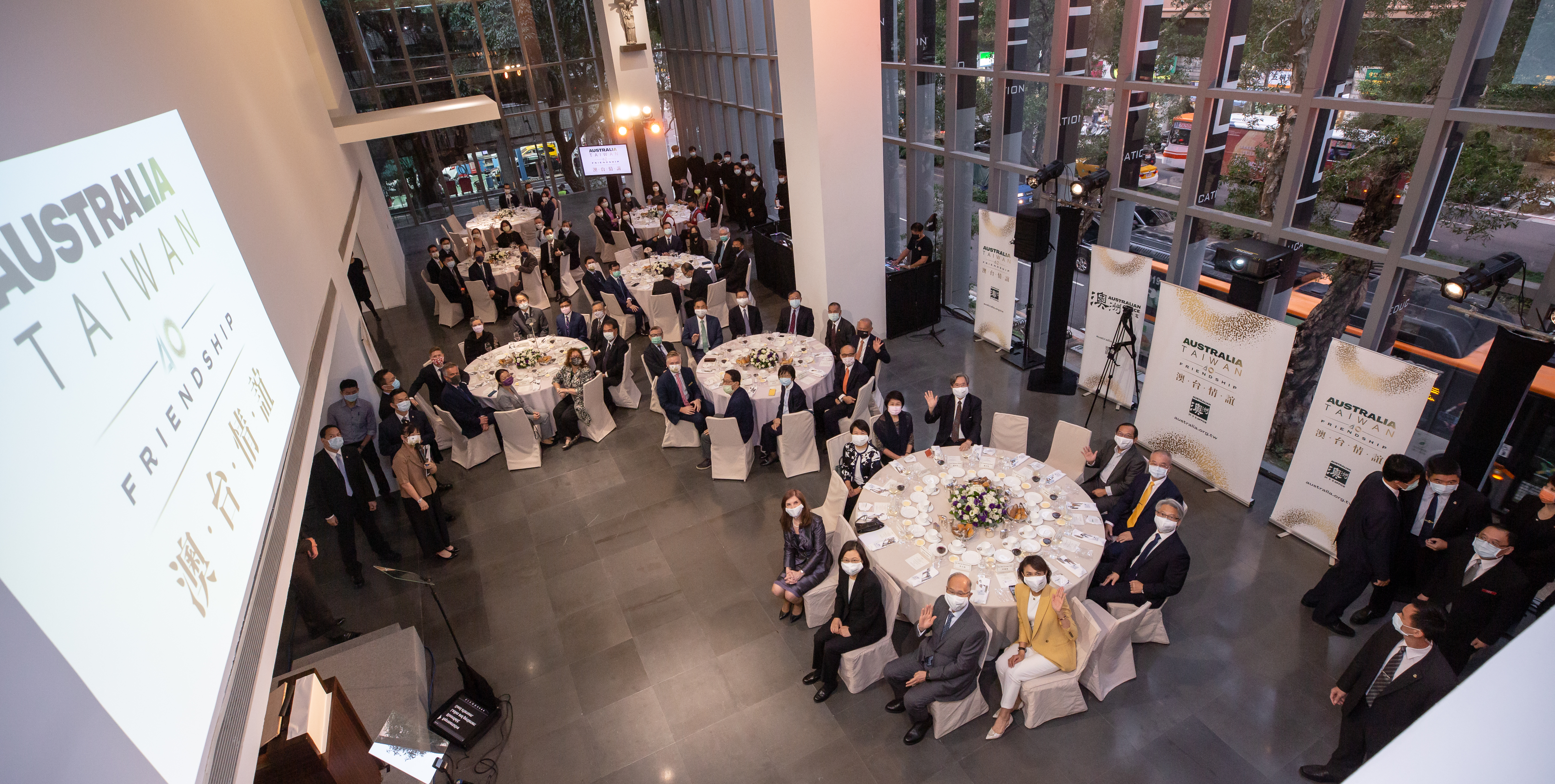
北師美術館內部

北師美術館在建築體的規劃上，以「穿透性」及「平行視點」的思考作為空間的核心概念。一樓的落地窗讓視線得以串連城市、美術館與後方的校園，三樓也與文湖線捷運站體等高，以此打破人與博物館接觸的儀式性圍牆和主客體之間的階級，並反轉由內而外的觀看文化。

## 展覽
不朽的青春──臺灣美術再發現
2020年，北師美術館以林曼麗和中研院史語所顏娟英教授長期對台灣近代美術史的典藏、策展與研究成果為基礎，策劃《不朽的青春──臺灣美術再發現》。
展覽包括47位臺籍及日籍藝術家的74件作品，這些作品除了北美館、國美館等美術館典藏借展，更多的是長久散落在藏家、家屬手上的作品。比如其中最受關注的《少女胸像》，在黃土水贈送給母校太平國小典藏後，就未曾公開展示過。雖然藝術圈人士長久以來都知道這件作品，但始終一直沒有順利借出。由於「不朽的青春」展是該作品首次出借，在展覽開幕之前，策展團隊就展開作品的修復，過程也被紀錄拍攝為展覽前導片。「不朽的青春」刷新臺灣美術館展覽的各種紀錄，展出期間入館人次據統計4.5萬，畫冊在展覽期間一週三刷完售後，嘖嘖平台的募資計畫募得新台幣 426萬，達標 853%，總計共賣出八千本圖錄。展後由王榆鈞製作的31首作品導覽配樂及紀錄片音樂也製作成數位專輯《不朽的青春》發行。 
「不朽的青春」展覽獲得成功後，台北市政府也開始積極表示希望將「少女胸像」納入北美館典藏。在林曼麗居中協調下，最後由太平國小校友捐贈1600萬，北師美術館團隊協助學校改造空間。2022年成立「ONE PIECE MUSEUM」。
光──臺灣文化的啟蒙與自覺

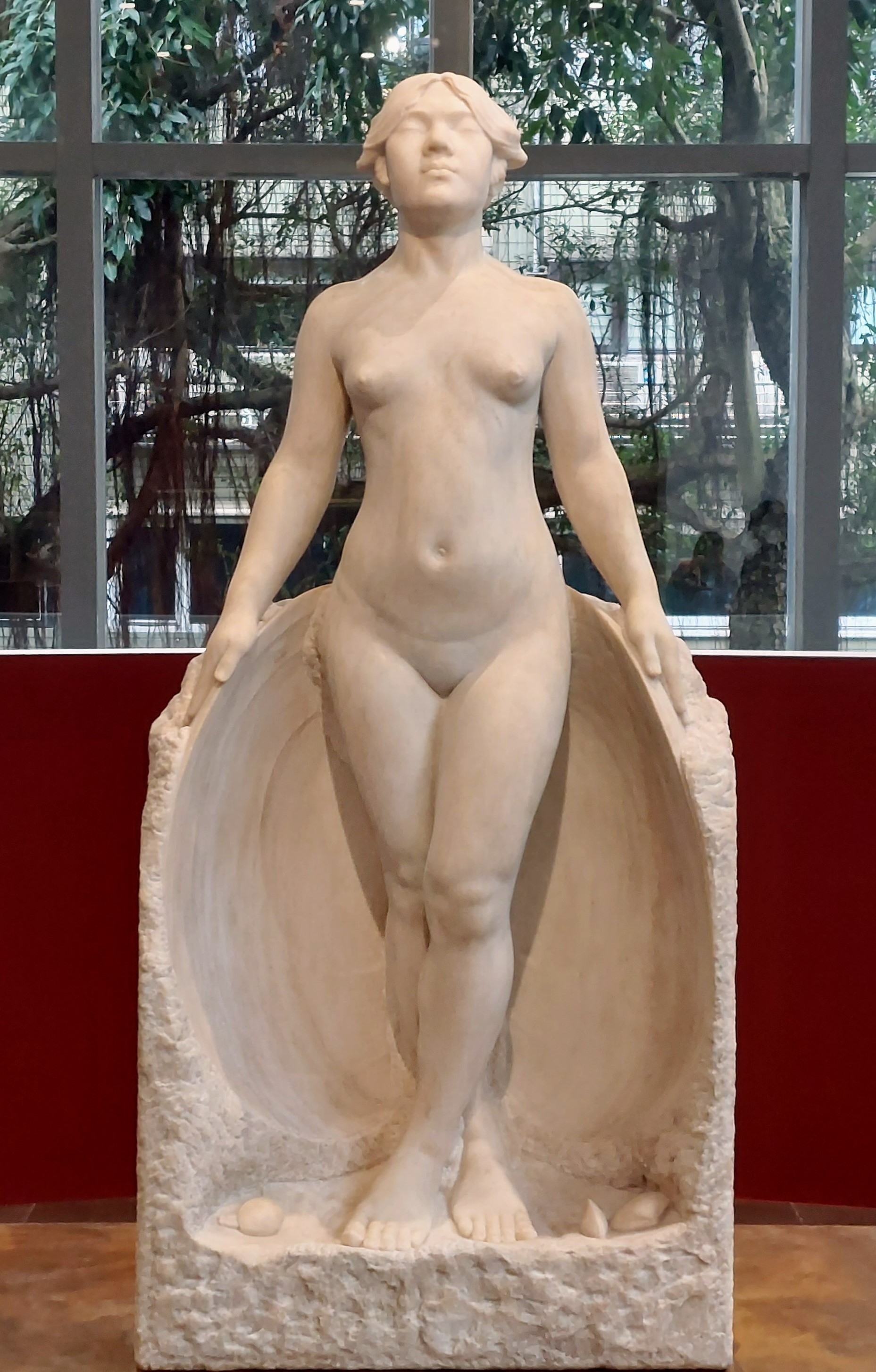
《甘露水》在2022年於北師美術館展出

2021年，臺灣首座女性裸體大理石雕像《甘露水》面世。
《甘露水》是黃土水1921年入選帝展的作品，自1958年起就被收藏在台中張家。黃土水的作品在1980年代後的本土意識下受到推崇，包括當時的文建會主委林澄枝，藝術圈人士如謝里法、林惺嶽以及當時高美館館長黃才郎等，都曾與張家聯繫並促請政府將甘露水納入國家典藏。林曼麗擔任北美館時也曾積極爭取《甘露水》入藏北美館。2020年，不朽的青春展覽結束後，林曼麗透過總統府聯繫張家，由於不朽的青春獲得普遍的成功，家屬將甘露水交給北師美術館團隊。經過修復後，於2021年12月18日在北師美術館展出。正逢臺灣文化協會成立一百年，除了北師美術館，其它館舍也都有相關藝文展覽。北師美術館以臺灣文化啟蒙為背景策劃的「光」展，同時更是《甘露水》創作完成一百年，在1931年「黃土水遺作展」後首次面向公眾展出。2022年5月，展覽移師高美館展出，《甘露水》於10月入藏國美館。展場中由導演林君昵、黃邦銓拍攝的紀錄片入圍2022年阿姆斯特丹國際紀錄片影展，並於Luminous單元進行國際首映。

## 知名員工
珂拉琪主唱夏子曾在北師美術館的櫃台工作。2021年，替「光」展錄製華語版語音導覽。

## 外部連結
- 北師美術館 （页面存档备份，存于）
- MoNTUE北師美術館的Facebook專頁